# 索索利索航空1145号班机空难
索索利索航空1145号航班（SO1145/OSL1145）是一架由尼日利亚首都阿布贾（ABV）飞往哈科特港（PHC）的定期国内客运航班。2005年12月10日，当地时间14时08分左右（协调世界时13时08分），1145号航班在哈科特港国际机场降落时坠毁，这架载有110人的麦道DC-9-32飞机撞地后起火燃烧。事故发生后，7名幸存者被立即送往医院，但最终只有2人幸存。
这是不到三个月内尼日利亚发生的第二起空难。2005年10月22日，贝尔韦尤航空210号班机因未知原因坠毁，机上117人全部遇难。这是索索利索航空唯一一起致命事故。
尼日利亚事故调查局（AIB）对坠机事件调查后得出结论，事故原因为飞行员在飞机已低于最低决断高度（MDA）的情况下仍然决定继续下降。飞行员试图在遭遇风切变时复飞，但因飞机尚未做好复飞准备，且飞行高度已经过低，这一决定为时已晚。

## 飞机信息
执行该航班任务的麦道DC-9飞机产于1972年，配备两台普惠JT8D-9A发动机，序列号为47562/685。这架飞机于2003年6月12日在尼日利亚注册，为南斯拉夫航空公司所有，由索索利索航空有限公司运营。飞机适航证于2005年3月17日签发，下一次检修计划为2006年6月27日。事故发生时，该飞机被描述为处于适航状态。

## 乘客与机组
索索利索航空1145号航班上共有103名乘客和7名机组成员。机上大部分为12至16岁之间的儿童，他们正返家准备迎接圣诞假期。乘客中包括约60名来自尼日利亚联邦首都特区洛约拉耶稣会学院（Loyola Jesuit College）的中学生。起初，来自哈科特港的洛约拉学院学生乘坐长途巴士在家与学校间往返。然而，1990年代道路沿线犯罪活动日益增加，致使家长们认为陆路交通过于危险。2001年，随着索索利索航空公司开通哈科特港与阿布贾之间的航线，家长们选择让孩子们改乘飞机出行。

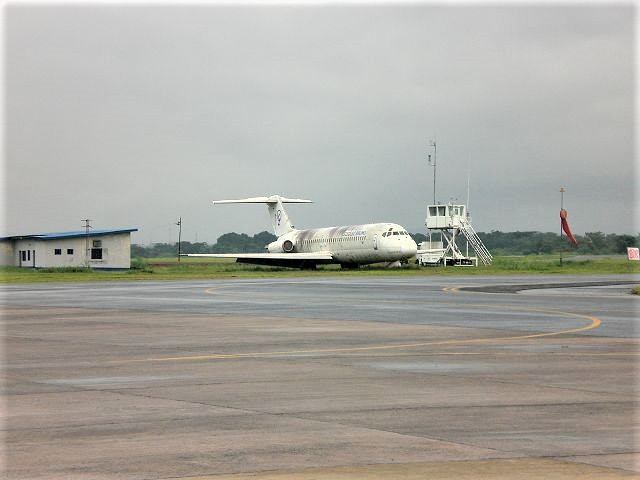
一架类似的飞机，型号为DC-9-30，隶属于索索利索航空公司，拍摄于埃努古机场。

机上还有两名无国界医生志愿者，一名为美国人，另一名为法国人，他们正前往哈科特港工作。此外，还有著名电视布道家宾博·奥杜科亚（Bimbo Odukoya），她是“生命之泉基督教会”的牧师。另一位乘客是尼日利亚石油和天然气高级职工协会（PENGASSAN）的全国主席乌切·马库斯·奥科罗（Uche Marcus Okoro），他刚从工会会议返程。
机长为本杰明·阿德巴约（Benjamin Adebayo），48岁，尼日利亚人，总飞行时长为10,050小时，其中在DC-9机型上累计飞行1,900小时。他于2005年7月7日在迈阿密的泛美国际飞行学院完成了最后一次模拟器培训。
副驾驶为杰拉尔德·安丹（Gerald Andan），33岁，加纳人，总飞行时长为920小时，其中在DC-9机型上累计飞行670小时。他于2005年8月完成了最后一次模拟器培训，结果为“令人满意”。此次航班本应是他的最后一次飞行任务，因为他对航空公司的安全性产生了质疑。

## 坠毁
1145号航班是一趟定期国内客运航班，从尼日利亚首都阿布贾飞往哈科特港，即河流州首府。飞机于当地时间12:25从纳姆迪·阿齐基韦国际机场起飞，机上共有103名乘客和7名机组成员。机长由48岁的阿德巴约担任，他负责驾驶飞机，33岁的副驾驶安丹担任副手。整个航程在接近哈科特港前都平稳无事。
距离机场约140公里（90英里）时，飞机与管制员联系请求初始下降许可，管制员批准飞机下降至4,900米（16,000英尺）。飞机持续下降，直到13:00，机组向管制员询问机场的天气状况。管制员告知机组机场没有降水，但区域内有零星的积雨云。机组确认了报告后继续下降。
当地时间13:04，飞机距离机场11公里（6海里），已进入下滑道并准备降落。这时，飞机进入了恶劣的天气条件，伴随着顺风和逆风的交替变化。机组请求许可在21号跑道降落。管制员随后联系了 1145 号航班，告知机场可能会下雨。 管制员随即批准飞机在 21 号跑道降落，但警告飞行员跑道可能略微潮湿，可能会发生水漂。 机组人员随后确认了这一信息。
1145号航班持续下降，直到低于决断高度307英尺（94米）。随着降雨加剧，能见度进一步恶化。跑道未点亮的情况使得局势更加复杂。由于透过雨幕无法清晰辨认未点亮的跑道，机长阿德巴约在约200英尺（61米）高度，或离地面约120英尺（37米）时，发出了复飞（错过进近）指令。这一指令比决断高度低了约100英尺（30米）。然而，此时发出复飞指令已为时过晚，因为1145号航班的高度已经过低，无法顺利复飞。紧接着，“TOO LOW-GEAR”（高度过低且未放下起落架或襟翼小于30度）警告响起，机组试图增加推力。然而，由于未能及时调整飞机的配置，飞机继续下降。
DC-9随后重重撞上跑道与滑行道之间的草地带，随后滑行并撞上靠近跑道的一处混凝土排水渠。碰撞导致飞机解体，尾部立即被摧毁，发动机卡入了排水渠。飞机解体时，燃料泄漏引发大火。机身和驾驶舱被大火吞噬，继续滑行了数百米后，最终停在滑行道上。

### 事故后的即时情况
在机上103名乘客和7名机组成员中，尽管有7人被成功救出，最终仅有2人幸存。许多乘客在最初的撞击中幸存，但在随后的大火中丧生，还有一些乘客因伤势过重而不治身亡。哈科特港机场仅配备了一辆消防车，且没有救护车。7名机组成员无一生还。
来自伊格纳修斯·洛约拉耶稣会学院（Ignatius Loyola Jesuit College）的60名寄宿学生中，有59人遇难，仅科奇·奥库奇（Kechi Okwuchi）幸存。科奇在南非约翰内斯堡的米尔帕克医院和美国德克萨斯州加尔维斯顿的圣地儿童医院接受了治疗。另一位幸存者是布米·阿穆桑（Bunmi Amusan），她全身40%烧伤。

## 调查

### 天气情况
天气数据来自尼日利亚气象局和波音公司提供的卫星图像。数据显示，在当天13:00左右，一股可能受到气流增强的海风锋向哈科特港附近内陆推进，这一情况导致了1145号航班在接近机场时能见度迅速恶化。理论上，该锋面的前沿也可能引发风速的突然增加及风向的显著变化，从而产生风切变。
根据尼日利亚事故调查局（AIB）的报告，天气信息未能以正确的方式传达给机组。管制员没有传递有关风速及雷暴可能性的关键信息。如果机组事先得到这些信息，他们本可以根据天气状况做好相应准备。管制员本应要求机组警惕当时的风况，但实际上仅向飞机发出降落许可并提醒注意湿滑跑道。
进一步调查发现，索索利索航空的模拟训练计划中未包含风切变识别和恢复的相关内容。

### 飞行记录仪分析
调查人员找回了飞行记录器，但发现由于撞击和事故后起火，两台记录器均受到损坏。随后，这些记录器被送往英国航空事故调查局（AAIB）进行进一步分析。
飞行数据记录器显示，在1145号航班最终进近时，飞机已经飞过了哈科特港机场的决断高度。决断高度是飞行员需要通过目视参考确认跑道的位置的精确高度。如果在到达某点前无法目视跑道，飞行员应决定实施复飞。1145号航班在204英尺（62米）的高度保持平飞，这一高度低于最低决断高度307英尺（94米）。此时，空速下降至145节，飞机继续下降，低于204英尺（62米）。几秒钟后，空速增加至151节，这表明机组决定开始复飞。然而，由于飞机已降至远低于204英尺（62米），机组未能将飞机拉起，因高度过低无法恢复飞行。数据在飞机速度达到160节时停止记录。
驾驶舱通话记录器显示，机长阿德巴约在事故发生前约16秒发出复飞指令。在发出指令后，机组增加了推力并尝试收起起落架和襟翼。由于襟翼未完全收起且起落架未处于正确位置，“TOO LOW-GEAR”警告响起。
根据正确的复飞程序，机组应设置起飞推力，将襟翼收至15度，并在建立正爬升率后再收起起落架。虽然机组尝试按照程序操作，但由于1145号航班当时高度过低，加上恶劣天气条件，未能完成正确的复飞程序。1145号航班的飞行速度接近失速速度，而风切变进一步导致空速下降。因此，飞机未能及时爬升，最终坠地。

### 其他因素
在1145号航班坠毁事故中，调查报告还指出了一些其他的促成因素：
跑道附近存在排水沟对着陆和起飞阶段的飞机构成了严重风险，尤其是在飞机偏离跑道的情况下。在1145号航班事故中，DC-9在撞上距离21号跑道约70米的排水沟后立即爆炸。报告指出，如果飞机未撞上排水沟，可能会有更多的乘客生还。
调查发现，跑道照明仅在特定条件下启用，例如夜间、飞行员请求或附近有恶劣天气时。这是因为尼日利亚国家电网供电不稳定，以及机场缺乏足够的资源和资金来维持照明设备。这种不充分的照明进一步加剧了航班在恶劣天气下的着陆难度。

### 结论
最终报告于2006年7月26日发布。尼日利亚事故调查局（AIB）得出的结论是，事故的主要原因在于机组决定在决断高度以下继续下降，而未能看到跑道。恶劣的天气条件被列为促成事故的因素之一。
AIB建议将风切变识别和应对作为飞行员初始培训和复训模拟器课程的强制内容。然而，这一建议未能及时实施，导致一年后阿布贾发生另一起因风切变导致的航空事故。

## 后续影响
国际民用航空组织（ICAO）规定，每位空难受害者的家属仅可从航空公司获得300万奈拉（约合18,157美元）的赔偿金额。2009年1月，尼日利亚民航管理局（NCAA）总干事哈罗德·德穆伦（Harold Demuren）表示，空难受害者的家属将会得到赔偿，索索利索航空公司已向一个托管账户支付了230万美元用于赔偿家属。
教宗本笃十六世（Pope Benedict XVI）向遇难者家属表示哀悼，并为事故现场的救援人员祈祷。
空难发生后，时任尼日利亚总统奥卢塞贡·奥巴桑乔（Olusegun Obasanjo）缩短了对葡萄牙的访问时间，并承诺全面改革国家航空业，同时弥补尼日利亚航空安全方面的漏洞。他召开了危机会议，部分高级航空官员被停职。

### 影响与纪念
空难受害者楚卡（Chuka）、恩凯姆（Nkem）和布索马（Buso）·伊拉博的父母安迪和伊菲·伊拉博（Andy and Ify Ilabor）创立了伊拉博天使基金会，为孤儿和艾滋病患者提供帮助。
洛约拉耶稣会中学（Loyola Jesuit College）为遇难的学生建立了纪念堂。空难后，学校成立了关心学生社团，以讨论和反思尼日利亚的问题。此外，学校于2013年创立了耶稣会纪念学院，并于2014年成立了洛约拉学院，着重于为低收入家庭提供教育。